# Razafimandimbisonia humblotii
Razafimandimbisonia humblotii är en måreväxtart som först beskrevs av Emmanuel Drake del Castillo, och fick sitt nu gällande namn av Kainul. och Birgitta Bremer. Razafimandimbisonia humblotii ingår i släktet Razafimandimbisonia och familjen måreväxter. Inga underarter finns listade i Catalogue of Life.